# Satteins
Satteins é um município da Áustria, situado no distrito de Feldkirch, no estado de Vorarlberg. Tem 12,69 km² de área e sua população em 2019 foi estimada em 2.726 habitantes.